# Glossosoma yigilca
Glossosoma yigilca är en nattsländeart som beskrevs av Füsun Sipahiler 1996. Glossosoma yigilca ingår i släktet Glossosoma och familjen stenhusnattsländor. Inga underarter finns listade i Catalogue of Life.